# 兼容性
兼容性（英語：compatibility），是電腦軟體、遊戲軟體、作業系統、系統工具等一切與電腦有關的作業程序應用時所可能遇到的一種情形。

## 兼容性類別
1. 相互性（英語：Interchangeability），與不同電腦、同款軟體進行應用時幾乎無任何錯誤。如Microsoft Office 、Nero Burning ROM、IOS。
2. 舊系統相容性（英語：Forward compatibility），即新系統程式可支援舊系統程序。但可能產生崩潰或未知的問題。許多時候需要配合相容性設定使用。如Microsoft Office、AutoCAD、Windows Media Player。
3. 新系統相容性（英語：Backward compatibility）係指從舊系統考量到支援與否，如Windows 98、Windows 95、Windows 2000、Windows Me、甚或Windows XP等許多系統軟體功能不適用在新系統上。必要時採取放棄手段停止支援。 [1]
4. 軟體版本相容性，在軟體更新上常會有更新部分功能表或程序碼的情形。例Safari 5.1.7支援Windows，但其後版本停止支援。分成上位相容性和下位相容性兩種：上位相容性（英語：Upper compatibility），如2.0的軟體版本可以支援1.0的系統程序；下位相容性（英語：Lower compatibility），如1.0的軟體版本功能被2.0包含。

## 兼容性的軟體
根據EULA，LGPL，多許可的情況下，開始發展自由軟體。最著名的如Open Office、Libreoffice、WPS Office等軟體可以完美的支援WORD檔案的編輯撰寫。
這種情形與市場需求有關聯之外，也可能在不同系統程序上編寫。實現了真正的互換相容性。有些專家認為這種情性卻有助於原始的程式軟體更多人使用。
又如Google Chrome、Internet Explorer、FireFox排版瀏覽器已多授權原始碼提供創作者開發瀏覽器。故也產生在linux除了firefox也能使用IE排版瀏覽器，或IOS上可使用Google排版瀏覽器等情形。

## 優缺點
廣義而言，已存在的系統和軟體並沒有必要再去提供支援。
有些廠商可能會堅持在某系統上才能使用該軟體，又或者是不願支援某些特定系統。
如主機板若不支援windows 10的最低要求，則安裝後會產生無法支援該系統而崩潰或停擺的情形。

## 詬病
IE Only是一微軟公司獨特給予Internet Explorer上瀏覽部分網頁的功能。此功能用意是強迫用戶不得透過火狐與谷歌進行操作，因而造成不少使用者不便。迄今台灣仍有公家機關受其毒害。ActiveX此一僅IE支援之特性之安全性問題更讓微軟備受汙名許久

## 脚注
1. ↑  .   [2017-09-03]. （原始内容存档于2020-05-09）.
2. ↑  . 2018-04-23  [2022-01-25]. （原始内容存档于2020-12-04）.